# کارمن روپه
کارمن روپه (به انگلیسی: Carmen Rupe) یا ترور روپه (زاده ۱۰ اکتبر ۱۹۳۶ - درگذشته ۱۴ دسامبر ۲۰۱۱) زن‌پوش نیوزیلندی-استرالیایی بود. او یک زن ترنس است.